# Torre Allianz
Der Torre Allianz (Allianz-Turm; nach seinem Architekten auch als Torre Isozaki bezeichnet) ist ein Bürogebäude im Mailänder CityLife-Stadtteil und ist nach Dachhöhe das höchste Gebäude Italiens. Im Volksmund wird der schlanke Turm aufgrund der direkten Nachbarschaft zum gewundenen Torre Generali und krummen Torre Libeskind im Tre Torri Ensemble auch als Il Dritto ('Der Gerade') bezeichnet. Das Gebäude besitzt eine architektonische Höhe von 209 Metern, die Gesamthöhe bis zur Spitze der aufgesetzten Fernmeldeantenne beträgt 249 Meter.
Der größte Anteil der Büroräume wird durch den Versicherer Allianz S.p.A. genutzt. Der Turm wurde durch den japanischen Architekten Arata Isozaki geplant und 2015 fertiggestellt. Das Gebäude belegte beim Emporis Skyscraper Award 2015 den dritten Platz.
Die gläsernen Fensterfronten sind wie übereinanderliegende Rahsegel leicht nach außen gebaucht und besitzen eine Fläche von rund 120.000 m². Das sehr schlanke Gebäude ist gegen Winddruck durch vier lange externe Stützpfeiler abgestrebt, die auf Höhe der 11. Etage an der Fassade anschließen.